# 何致和
何致和（1967年—），生於台灣台北市萬華區，為台灣當代的文學作家。何致和創作以小說為主，曾翻譯《巴別塔之犬》、《人骨拼圖》、《白噪音》、《醜男孩》、《時間箭》。其小說曾獲聯合報文學獎、寶島小說獎、教育部文藝創作獎。

## 生平
西元1967年，生於台北市萬華區。畢業於中國文化大學英文系學士，國立東華大學創作與英語文學研究所藝術碩士（MFA），輔仁大學比較文學博士，曾任英文漢聲出版社副主編，新雨出版社主編，在西元2000年時辭去編輯工作，以翻譯英文小說維持生計，現任中國文化大學中文系文藝創作組擔任助理教授。自高中即開啟了他的文學生涯，寫了首部個人詩集，後來因受到一位同學對他首部詩集的批評，開始寫起了小說，但直到2002年才出了第一本書《失去夜的那一夜》。服兵役時在台灣連江縣 (中華民國)東引鄉服役兩年，這兩年的經歷，使得他寫下了個人的第三本創作小說-《外島書》。
女兒於西元2008年出生後，寫作生涯受到了極大的改變，他也曾說過女兒出生後，大部分的時間都要照顧女兒，只能利用零碎的時間創作；甚至曾表示：「有女萬事足，寫作和女兒，女兒一定排在第一位」 目前主要以翻譯工作支持生活，平時會分享生活趣事及女兒的照片，在工作之餘才會寫作。

## 寫作風格
善用嶄新的辭藻營造出具畫面感的場景，拉近與讀者之間的距離。而文壇對於他的寫作風格則給予「文字節制內斂，擅從平凡的生活取材」的評價。在寫作的取材上，何致和很喜歡把故事的背景和自己的親身經歷做出連結，像是外島書 （寫自己當兵時的故事） 花街樹屋（以自己從小在台灣台北市萬華區長大的經歷和自己從小的玩伴為基礎）

## 作品
- 《失去夜的那一夜》寶瓶文化出版 2002年
- 《白色城市的憂鬱》寶瓶文化出版2005年
- 《外島書》寶瓶文化出版 2008年
- 《花街樹屋》寶瓶文化出版 2013年
- 《地鐵站》木馬文化出版 2022年

## 翻譯作品
- 《酸臭之屋》新雨出版 2001年
- 《人骨拼圖 (小說)》皇冠出版社出版 2003年
- 《時間箭》寶瓶文化出版 2007年
- 《夜車》寶瓶文化出版 2008年
- 《白噪音》寶瓶文化出版 2009年
- 《巴別塔之犬》寶瓶文化出版 2010年
- 《醜男孩》寶瓶文化出版 2016年

## 外部連結
何致和談《花街樹屋》 （页面存档备份，存于）